# Johann Friedrich Wilhelm Koch
Johann Friedrich Wilhelm Koch (Sudenburg, Magdeburgo, 30 de mayo de 1759-Magdeburgo, 8 de marzo de 1831) fue un botánico, clérigo, evangélico, educador y naturalista alemán.
Venía de una familia de comerciantes de Braunschweig, y su padre fallece en 1761. Recibe educación escolar solo en 1771 en la Escuela de la Catedral de Magdeburgo, y de 1772 a 1775 ingresa en el Pädagogium del monasterio de Magdeburgo, (en las afueras). Se gradua en 1779 en teología en la Universidad de Halle, y pasa a ser docente en la Escuela de la Catedral de Magdeburgo.
En 1780, Gotthilf Sebastian Rötger lo ubica como maestro en el Pädagogium del Monasterio de Monjas de Magdeburgo, dando los clásicos (griego, hebreo y latín), ciencias (física, fisiología, matemática) y música. 
En 1785 es electo en el consistorio del Pädagogium como rector. En 1792 acepta ser tercer predicador en la Iglesia de San Juan de Magdeburg, y en 1807 segundo predicador, y en 1810 también lo será en la Catedral de Magdeburgo.
En 1812 es deán de la Diócesis de Magdeburgo. Ya era miembro del Consejo de Magdeburgo desde 1808, y desde 1814 del Consistorio, desde 1816 Inspector consistorial y de Escuelas de la Provincia Eclesiástica de Sajonia, y desde 1824 codirector del Instituto de Socorros.
Fue muy afecto a trabajar en amplios mundos de la educación y de la Ciencia, y en literatura. Hizo estudios de la Botánica, Música, Aritmética, Ajedrez, y escribiendo numerosos sermones, y conferencias.
En 1829, la Facultad de Teología de la Universidad de Halle lo galardona con un doctorado honorario en Teología.

## Algunas publicaciones
- Botanisches Hdb. für teutsche Liebhaber der Pflanzenkunde überhaupt und für Gartenfreunde, Apotheker und Oekonomen insbesondere ("Botánica para amantes de la Botánica, jardineros aficionados, farmacéuticos y economistas"). 3 vols.: 1797-1798, 1824-1826

- Die Schachspielkunst, nach den Regeln und Musterbeispielen des Gustav Selenus etc. ("El Arte del Ajedrez, de acuerdo a las reglas y ejemplos clásicos de Gustav Selenus etc.") 2 vols., en 1801-1803
- Mikrographie ("Micrografía"), en 1803
- Das Damespiel ("Damas"), en 1812
- Anleitung für Lehrer in Elementarschulen zu einem wirksamen Selbstunterrichte ("Manual para maaestros de escuelas elementales para un efectivo autoaprendizaje"), en 1813, 1817
- Der Dom zu Magdeburg ("La Catedral de Magdeburgo"), en 1815
- Tausendjähriger ("Calendario del milenio"), en 1824

- La abreviatura «Koch» se emplea para indicar a Johann Friedrich Wilhelm Koch como autoridad en la descripción y clasificación científica de los vegetales.[1]